# Liste des maires de Bressuire
Cet article dresse une liste par ordre de mandat des maires de Bressuire.

## Liste des maires

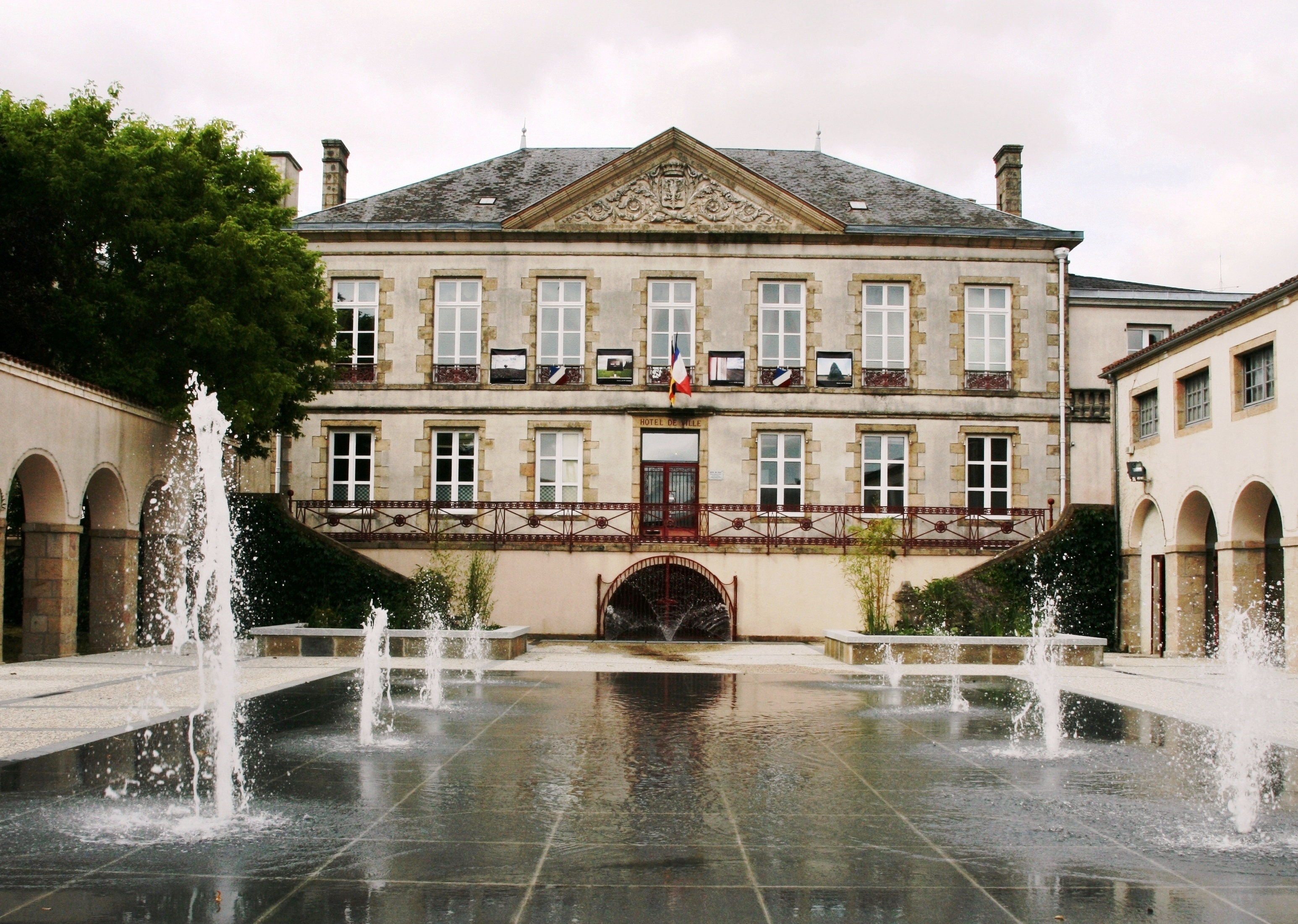
L'hôtel de ville de Bressuire.

| Période                                  | Période                | Identité                                | Étiquette            | Qualité |
| ---------------------------------------- | ---------------------- | --------------------------------------- | -------------------- | --- |
| Les données manquantes sont à compléter. |                        |                                         |                      | |
| 1703                                     | 1714                   | Charles Durant de La Pastellière        |                      | Premier maire de Bressuire. |
| 1715                                     | 1723                   | Charles Durant de La Pastellière (fils) |                      | Deuxième maire dit " alternatif triennal " |
| 1718                                     | 1749                   | François Jouault de La Barre            |                      | Sénéchal de Bressuire. En alternance avec le précédent. |
|                                          |                        |                                         |                      | |
| 1776                                     | 1790                   | René Pierre Charles Deschamps           |                      | |
| Fév. 1791                                |                        | Jacques André Dutemple                  |                      | |
| Nov. 1791                                | 1792                   | Adrien Joseph Delouche                  |                      | |
| 1800                                     | 1802                   | André-Philip Melon                      |                      | |
| 1802                                     | 1804                   | Alexandre Rolland                       |                      | |
| 1804                                     | 1816                   | Philippe Bagot                          |                      | |
| 1816                                     | 1819                   | Armand Barrion                          |                      | Notaire |
| 1819                                     | 1823                   | Philippe Bagot                          |                      | |
| 1823                                     | 1831                   | Armand Barrion                          |                      | Notaire |
| 1831                                     | 1835                   | Constantin Leclerc                      |                      | Médecin |
| 1835                                     | 1838                   | Louis-Georg Bonsergent                  |                      | |
| 1838                                     | 1842                   | Félix Pihoué                            |                      | Avocat |
| 1842                                     | 1852                   | Constantin Leclerc                      |                      | Médecin |
| 1852                                     | 1865                   | Charles Bienvenu                        |                      | |
| 1865                                     | 1871                   | Clodomir Barbaud                        |                      | Propriétaire Conseiller général de Bressuire |
| 1871                                     | 1874                   | Bathilde Bernard                        | Républicain          | Médecin |
| 1874                                     | 1876                   | Camille Dupuis                          | Monarchiste          | Propriétaire Conseiller général de Bressuire |
| 1876                                     | 1898                   | Bathilde Bernard                        | Républicain          | Médecin |
| 1898                                     | 1901                   | Henri Ardouin                           |                      | Avocat Conseiller général de Bressuire |
| 1901                                     | 1941                   | René Héry                               | Radical-socialiste   | Commerçant |
| 1941                                     | 1944                   | André Rousselot                         | Conservateur         | Médecin Conseiller général de Bressuire |
| 1944                                     | 1960                   | Didier Bernard                          |                      | Médecin |
| 1960                                     | 1975                   | Alain Metayer                           | Radical-socialiste   | Médecin |
| 1975                                     | avril 2000 (démission) | Claude Boutet,                          | Centriste (MRG/Rad.) | Professeur de philosophie |
| avril 2000                               | mai 2020               | Jean-Michel Bernier,                    | SE-DVD               | Retraité de la fonction publique 1er adjoint au maire (1995 → 2000) Président de la CC Cœur du Bocage (? → 2013) Président de la CA du Bocage Bressuirais (2014 → 2020), Réélu en 2014 |
| mai 2020                                 | En cours               | Emmanuelle Ménard                       | SE-DVD               | Adjointe au maire de la précédente municipalité |